# 川俣純子
川俣 純子（かわまた じゅんこ、1960年〈昭和35年〉10月20日 - ）は、日本の政治家、歯科医師。栃木県那須烏山市長（2期）。元那須烏山市議会議員（2期）。

## 来歴
栃木県那須烏山市出身。1979年（昭和54年）3月、栃木県立烏山女子高等学校卒業。1985年（昭和60年）3月、日本歯科大学歯学部卒業。同年4月、日本歯科大学病院小児歯科教室に勤務。1988年（昭和63年）から生家の川俣歯科医院に勤務。 
2010年（平成22年）4月、那須烏山市議会議員に初当選。2014年（平成26年）、再選。
「複数の同級生が近隣の学校の校長に就任し、今なら連携しやすい」と考え、2017年（平成29年）4月、任期満了に伴う那須烏山市長選挙に立候補する意志を固める。同年8月21日、立候補することを正式に表明。8月31日、市議を辞職。
第48回衆議院議員総選挙の影響で市長選は1週間前倒しされ、衆院選と同じ10月22日に実施された。川俣は自由民主党・公明党の推薦、市議17人中15人の支持を受けて立候補し初当選を果たした。これにより県内初の女性市長が誕生した（町村長は真瀬宏子が初）。11月6日、市長就任。
2021年10月、無投票で再選。